# Al Sharqi
La famille Al Sharqi (arabe : الشرقي) est la famille royale régnante de Fujairah, l’un des sept émirats qui forment les Émirats arabes unis (EAU).

## Fondation de Fujairah
Le nom dérive du singulier de Sharqiyin (en), longtemps la tribu dominante le long de la côte Est des États de la Trêve (et la deuxième plus nombreuse dans la région au début du XIXe siècle), une région connue sous le nom de Shamailiyah. Les Sharqiyin sont traditionnellement des dépendants de Sharjah et, au fil des siècles, tentent à plusieurs reprises de faire sécession et de déclarer leur indépendance, parvenant finalement à y arriver pratiquement à partir de 1901, avant d'obtenir la reconnaissance britannique en tant qu'État de la Trêve en 1952.

## Liste des dirigeants Al Sharqi
- 1879–1936 : Hamad bin Abdullah Al Sharqi[4]
- 1936–1938 : Saif bin Hamad Al Sharqi (en)
- 1938–1975 : Mohammed bin Hamad Al Sharqi (en)[5]
- Depuis 1975 : Hamad ben Mohammed Al Sharqi